# Artūras Zuokas
Artūras Zuokas (ur. 21 lutego 1968 w Kownie) – litewski dziennikarz, przedsiębiorca, samorządowiec i polityk, w latach 2000–2007 i 2011–2015 mer Wilna, poseł na Sejm Republiki Litewskiej.

## Życiorys
W młodości był korespondentem wojennym w czasie pierwszej wojny w Zatoce Perskiej. Relacjonował również jako niezależny reporter wydarzenia w Iranie, Gruzji, Azerbejdżanie, Czeczenii i Abchazji i Osetii Południowej. Odbywał staże w agencjach informacyjnych m.in. w Stanach Zjednoczonych.
Studia wyższe z zakresu dziennikarstwa ukończył w 1998 na Uniwersytecie Wileńskim. W tym samym roku znalazł się w sztabie wyborczym Valdasa Adamkusa.
W 1999 został wiceprzewodniczącym Litewskiego Związku Liberałów. W 2000 i 2002 uzyskiwał mandat radnego Wilna, obejmując po obu tych wyborach stanowisko mera tego miasta, które zajmował do 2007.
W 2003 stanął na czele nowego ugrupowania – Związku Liberałów i Centrum. Rok później z jego list uzyskał mandat poselski, którego nie przyjął z uwagi na zakaz łączenia stanowisk w parlamencie i samorządzie.
W 2005 sejmowa komisja specjalna uznała, iż Artūras Zuokas jest tożsamy z osobą o pseudonimie abonent, która miała przyjmować korzyści majątkowe od prywatnej firmy. Mer Wilna nie został w tej sprawie oskarżony, „afera abonamentowa” doprowadziła jednak do rozpadu koalicji rządzącej miastem (wycofali się z niej konserwatyści) i rozłamu w partii. Z klubu parlamentarnego wystąpiło około połowy posłów, tworząc później Ruch Liberalny Republiki Litewskiej.
W 2007 po raz trzeci wszedł do wileńskiego samorządu, tracąc jednak stanowisko burmistrza. Mandat radnego został mu odebrany na początku 2008, gdy wyrokiem sądowym uznano go za winnego korumpowania jednego z radnych.
W wyborach parlamentarnych w tym samym roku bez powodzenia kandydował w okręgu jednomandatowym, wszedł jednak do Sejmu z listy partyjnej liberałów i centrystów, której był liderem. Wprowadził swoje ugrupowanie do koalicji rządowej. W czerwcu 2009 po porażce partii w wyborach europejskich zastąpił go Gintautas Babravičius. W listopadzie 2009 Artūras Zuokas zrezygnował z mandatu deputowanego, motywując to swoim sprzeciwem wobec prowadzonej polityki i odrzucenia proponowanych przez niego zmian w podatku VAT.
W wyborach samorządowych 2011 założone przez niego ugrupowanie (lit. Artūro Zuoko ir Vilniaus koalicija) zajęło pierwsze miejsce w wyborach do wileńskiej rady miejskiej, uzyskując 17,74% głosów i 12 mandatów. Artūras Zuokas wyraził chęć powrotu na stanowisko burmistrza. 19 kwietnia 2011 został wybrany na tę funkcję głosami koalicji złożonej z własnego ugrupowania, Partii Pracy, LSDP i Sojuszu Rosyjskiego. W 2012 założył na bazie popierającego go ruchu partię polityczną Związek TAK, która nie przekroczyła progu wyborczego w wyborach do Sejmu w tym samym roku. W 2014 wystartował w wyborach prezydenckich, w I turze otrzymując 5,22% głosów i zajmując 6. miejsce wśród 7 kandydatów. W lipcu 2014 został wybrany na przewodniczącego Litewskiego Związku Wolności, który powstał ze zjednoczenia Związku Liberałów i Centrum oraz Związku TAK.
W wyborach samorządowych w 2015 uzyskał mandat radnego Wilna. Ponownie startował też na burmistrza – w drugiej turze głosowania bezpośredniego przegrał jednak z Remigijusem Šimašiusem. Także w 2019 wszedł w skład stołecznej rady miejskiej. Kolejny raz ubiegał się również o urząd mera, przegrywając ponownie w drugiej turze z Remigijusem Šimašiusem. W 2020 objął funkcję wiceprzewodniczącego partii Wolność i Sprawiedliwość, formacji powstałej z przekształcenia LLS, do której dołączyły ugrupowanie Porządek i Sprawiedliwość oraz ruch Artūrasa Paulauskasa. W wyborach lokalnych w 2023 ponownie kandydował na burmistrza Wilna (przegrał w drugiej turze tym razem z Valdasem Benkunskasem); utrzymał natomiast mandat radnego miejskiego.
W 2024 został nowym przewodniczącym Wolności i Sprawiedliwości. W tym samym roku ponownie został wybrany do Sejmu, wygrywając w okręgu jednomandatowym. W 2025 kierowana przez niego partia przyjęła nową nazwę – Związek Centroprawicowy.

## Wyróżnienia
W 2011 został laureatem pokojowego Ig Nobla za to, że osobiście zademonstrował, iż problem samochodów zaparkowanych nieprzepisowo na ścieżce rowerowej można rozwiązać, rozjeżdżając je transporterem opancerzonym.